# Yolanda Gutiérrez
Yolanda Gutiérrez (Ciudad de México, 1970) es una artista mexicana. Su obra comprende la instalación, el arte objeto y la escultura. 

## Estudios
Estudió Artes Visuales en la Escuela Nacional de Artes Plásticas de la UNAM. De 2010 a 2011 realizó estudios de agricultura ecológica en la Escuela para Campesinos Uyiíts Kaán en Mani, Yucatán. De 2011 a 2012 estudió herbolaria maya bajo la tutela del médico tradicional Mario Euán con quién colaboró en la realización de un jardín botánico en Xul, Yucatán. 

## Obra
Yolanda Gutiérrez está influenciada por el arte mesoamericano y la filosofía náhuatl. La obra de Gutiérrez genera un diálogo entre la naturaleza, la vida y el arte. Para ella es importante "[…] hacer del arte un medio para divinizar lo natural como fuente de vida, origen y reflejo de nuestro propio ser […]". Su producción artística incluye instalaciones, fotografía, escultura y acciones comunitarias. La artista utiliza materiales de origen vegetal y animal para subrayas su intención de reflexionar sobre el medio ambiente y su relación con el arte. Por lo mismo, realiza una constante recolección de objetos para reutilizarlos en sus instalaciones. De acuerdo a la crítica: "Su obra, vasta y variada, en la que en ocasiones ha compartido tareas durante la investigación de campo con científicos en diversas especialidades, se caracteriza por una atinada tendencia ecológica que ubica su aportación estética en completa armonía con el entorno elegido […]".
La obra de Yolanda Gutiérrez contiene una imagen poética que se materializa para acercar al espectador a la reflexión de la relación hombre- naturaleza y en otros casos, la relación vida-muerte: “Esta búsqueda de reconciliación de opuestos refina en la obra de pequeño formato, donde la economía de elementos y materiales se registra a la vista como un haïku”.
Vive y trabaja en Atlixco, Puebla.

## Exposiciones
Entre sus exposiciones se encuentran las individuales ICTHUS (obras realizadas en residencia) en el Espace d´Art Contemporaine André Malraux en Colmar, (Francia; 2006) y Expo Universal Hannover 2000 (Instalación personal) Pabellón de México (Canadá; 2000). 

### Exposiciones Individuales
- 2014 Introspectiva. Galería Lazcarro. Puebla, México.
- 2013 Altar de Dolores. Museo de la Ciudad de México.
- 2009 Galería Arte Sella, Trento, Italia.
- 2008 Rocío de Luz es Tu Sangre. Universidad Politécnica de Valencia, España.
- 2006 ICTHUS. Obras realizadas en residencia en el Espace d'Art Contemporaine André Malraux, Colmar, Francias

## Reconocimientos
- 2015 FONCA. Sistema Nacional de Creadores de Arte. México. Proyecto: "Recrea, el arte de aprender, conservar y crecer con la naturaleza, jugando".
- 1998 Residencia artística en el Centro de Arte Contemporáneo de Banff, Canadá.
- 1995 Fomento a proyectos y co-inversiones del Fondo Nacional para la Cultura y las Artes, desarrollado en Cozumel, Quintana Roo, México.
- 1993 Beca del FONCA. Fondo Nacional para la Cultura y las Artes. México. Escultura.

## Colecciones
Su obra forma parte de colecciones de diversas instituciones como el del Jardín Botánico de la Universidad de Clemson, Carolina del Norte, Estados Unidos; el Museo Universitario Contemporáneo de Arte, Ciudad de México; el Banco Mundial; el Musée de Picardie, Amiens, Francia; la Colección de la Secretaría de Relaciones Exteriores de México y la Universidad Politécnica de Valencia en España.